# Батурін Сергій Олексійович
Сергій Олексійович Батурін (15 квітня 2003, м. Арциз Одеської області — 24 травня 2024, с. Тягинка Бериславського району Херсонської області) — старший матрос Збройних сил України, учасник російсько-української війни, що загинув у ході російського вторгнення в Україну у 2022 році.

## Життєпис
Народився 15 квітня 2003 року в місті Арциз Одеської області. У 2018 році закінчив 9 класів Арцизької загальноосвітньої школи №5 та вступив до Арцизького професійного аграрного ліцею за спеціальністю «Кухар-кондитер».
1 червня 2021 року розпочав строкову військову службу. З початком повномасштабної агресії рф підписав контракт. 
1 жовтня 2023 року за проявлену майстерність і професіоналізм командуванням військової частини А 4217 його було нагороджено Грамотою з подякою за участь у заходах оборони України в складі Оперативно-тактичного угруповання «Донецьк».
Загинув  24 травня 2024 року, виконуючи бойове завдання в зоні бойових дій поблизу села Тягинка на Херсонщині. 
Похований 28 травня 2024 року на міському кладовищі в Арцизі.

## Нагороди
- орден «За мужність» ІІІ ступеня (2024, посмертно) — за особисту мужність і самовіддані дії, виявлені у захисті державного суверенітету та територіальної цілісності України, вірність військовій присязі.
- відзнака Президента України «За оборону України»[4]